# Батпакты (Карагандинская область)
Батпакты́ (каз. Батпақты) — село в Осакаровском районе Карагандинской области Казахстана. Административный центр Батпактинского сельского округа. Код КАТО — 355633100.

## География
Находится примерно в 14 км к юго-востоку от районного центра, посёлка Осакаровка. Через село проходит автодорога М-36.

## Население
В 1999 году население села составляло 1399 человек (691 мужчина и 708 женщин). По данным переписи 2009 года в селе проживало 1000 человек (479 мужчин и 521 женщина).

## История
Село основано в 1905 году немецкими переселенцами с Поволжья под названием Кро́нидовское.